# Лауреаты Государственной премии Российской Федерации за 2021 год
Лауреаты Государственной премии Российской Федерации за 2021 год были названы указами президента Российской Федерации и объявлены 9 июня 2022 года.

## В области правозащитной и благотворительной деятельности
- Урманчеева, Маргарита Алексеевна, президент Санкт-Петербургской ассоциации общественных объединений родителей детей-инвалидов «ГАООРДИ».
- Олескина, Елизавета Александровна, директор Благотворительного фонда помощи пожилым людям и инвалидам «Старость в радость».

## В области гуманитарной деятельности
- Корнилий (Титов, Константин Иванович), митрополит Московский и всея Руси Русской православной старообрядческой церкви.

## В области науки и технологий
за экспериментально-теоретические работы по медицинской протеомике:
- Арчаков, Александр Иванович, академик Российской академии наук, научный руководитель федерального государственного бюджетного научного учреждения «Научно-исследовательский институт биомедицинской химии имени В. Н. Ореховича»;
- Лисица, Андрей Валерьевич, академик Российской академии наук, главный научный сотрудник группы биобанкинга обособленного подразделения «Научно-практический образовательный центр» того же учреждения.

за разработку профилактических и клинических методов, направленных на предотвращение заболеваний, снижение смертности и увеличение ожидаемой продолжительности жизни граждан:
- Заридзе, Давид Георгиевич, член-корреспондент Российской академии наук, руководитель отдела клинической эпидемиологии научно-исследовательского института клинической онкологии имени академика РАН и РАМН Н. Н. Трапезникова федерального государственного бюджетного учреждения «Национальный медицинский исследовательский центр онкологии имени Н. Н. Блохина» Министерства здравоохранения Российской Федерации;
- Стилиди, Иван Сократович, академик Российской академии наук, директор аппарата управления того же учреждения;
- Румянцев, Александр Григорьевич, академик Российской академии наук, научный руководитель федерального государственного бюджетного учреждения «Национальный медицинский исследовательский центр детской гематологии, онкологии и иммунологии имени Дмитрия Рогачева» Министерства здравоохранения Российской Федерации.

за выдающиеся заслуги в создании уникальных высотных зданий и сооружений, значительный вклад в развитие строительных наук и технологий:
- Травуш, Владимир Ильич, доктор технических наук, заместитель генерального директора по научной работе, главный конструктор закрытого акционерного общества «Городской проектный институт жилых и общественных зданий».

## В области литературы и искусства
за просветительскую деятельность по возвращению, сохранению и популяризации наследия русской эмиграции:
- Москвин, Виктор Александрович, директор государственного бюджетного учреждения культуры города Москвы «Дом русского зарубежья имени Александра Солженицына».

за вклад в развитие отечественного и мирового изобразительного искусства:
- Никонов, Павел Фёдорович, художник.

за вклад в изучение, сохранение и популяризацию историко-культурного наследия России:
- Руденко, Гульзада Ракиповна, генеральный директор государственного бюджетного учреждения культуры Республики Татарстан «Елабужский государственный историко-архитектурный и художественный музей-заповедник».